# 戸田公園 (戸田市)
戸田公園（とだこうえん）は、埼玉県戸田市の町名。現行行政地名は戸田公園のみ。丁番を持たない単独町名である。住居表示実施地区。郵便番号は335-0024（蕨郵便局管区）。

## 地理
戸田市の南部に位置する。地区内に鉄道は通っていないが、JR埼京線戸田公園駅が最寄り駅となっている。主に戸田公園と戸田競艇場が占めている。東側には住居がある。

## 歴史

### 沿革
- 1968年（昭和43年）11月1日 - 戸田市大字上戸田、大字新曽、大字下笹目の各一部から戸田公園が成立[5]。

## 世帯数と人口
2017年（平成29年）10月1日現在の世帯数と人口は以下の通りである。
| 町丁     | 世帯数  | 人口  |
| -------- | ------- | ----- |
| 戸田公園 | 171世帯 | 291人 |

## 小・中学校の学区
市立小・中学校に通う場合、学区（校区）は以下の通りとなる。
| 番地 | 小学校               | 中学校             |
| ---- | -------------------- | ------------------ |
| 全域 | 戸田市立戸田南小学校 | 戸田市立戸田中学校 |

## 施設
- 戸田公園
  - 戸田公園管理事務所
- 戸田漕艇場
- 国立スポーツ科学センター
- 曲尺手水門